# Lysana
Lysana is een geslacht van vlinders van de familie tandvlinders (Notodontidae).

## Soorten
- L. minasensis Schaus, 1928
- L. parvipuncta Dognin, 1909
- L. plexa Möschler, 1883
- L. plusiana Schaus, 1901